# Colangiografia

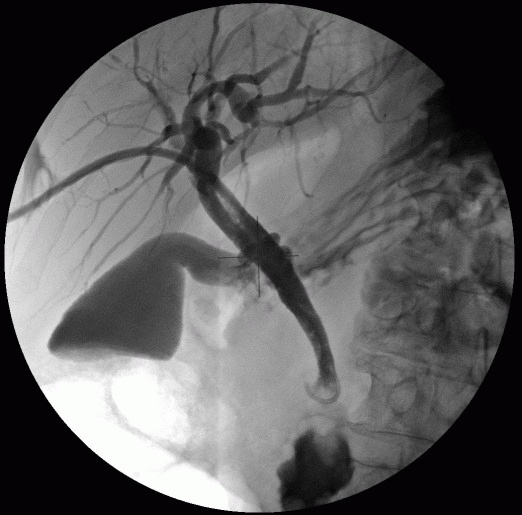
Colangiografia percutânea trans-hepática (PTC)

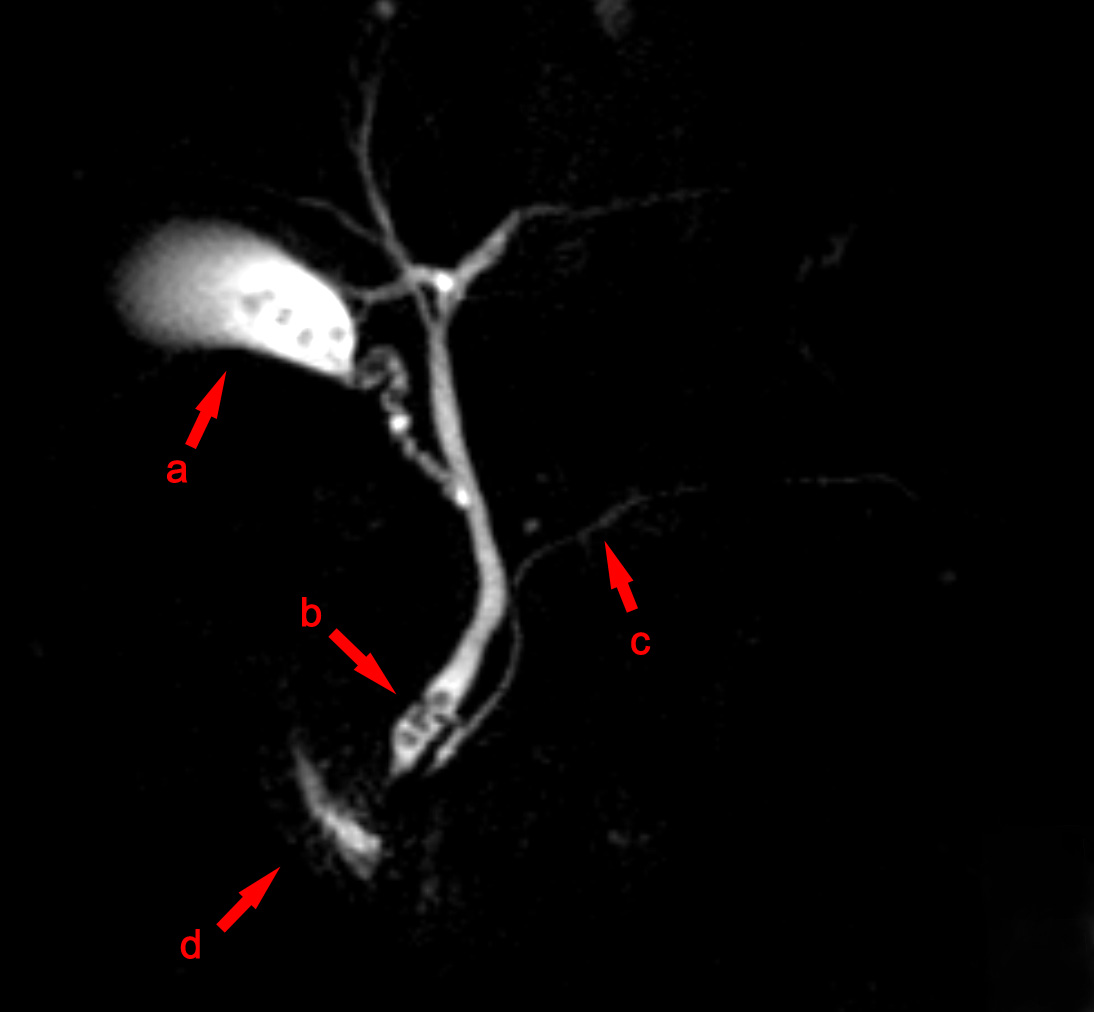
Colangiopancreatografia por ressonância magnética. A é a vesícula biliar, B são pedras, C é a via pancreática e D é o duodeno.

Colangiografia é um exame de diagnóstico por imagem da vesícula biliar e das vias biliares usando raios-X. Usado principalmente para detectar "pedras" (colelitíase) e neoplasias. Existem pelo menos dois tipos de colangiografia:
- Colangiografia percutânea trans-hepática (CPT): Exame do fígado e das vias biliares por raios-x, feito com a inserção de uma agulha fina no fígado para injetar um meio de contraste. Permite ver se há bloqueio das vias biliares.
- Colangiopancreatografia retrógrada endoscópica (CPRE): É tanto diagnóstica quanto terapêutica e muitas vezes é classificado como uma cirurgias ao invés de um diagnóstico por imagem, pois permite remover algumas pedras, dilatar áreas obstruídas e inserir um stent.[1]
- Colangiopancreatografia por ressonância magnética (CPRM): Método não invasivo, com alta resolução e que não usa radiação ionizante, podendo ser usado em grávidas e crianças com segurança. [2]
- Colangiografia intravenosa (IVC): Método ultrapassado pelas novas técnicas.
- Colangiografia com tubo em T (CTT) ou tubo de Kehr: Através do tubo em T ou da sonda PC para manutenção o dreno pós-operatório.[3]

Todos esses métodos modernos usam algum método de contraste fluorescente. 
A vesícula biliar também pode ser visualizada por ecografia método barato e mais acessível que a ressonância magnética ou cirurgia, mas sem função terapêutica.